# Basalija
Basalija (ukrainisch Базалія; russisch Базалия, polnisch Bazalia) ist eine Siedlung städtischen Typs in der ukrainischen Oblast Chmelnyzkyj mit etwa 1500 Einwohnern (2025).

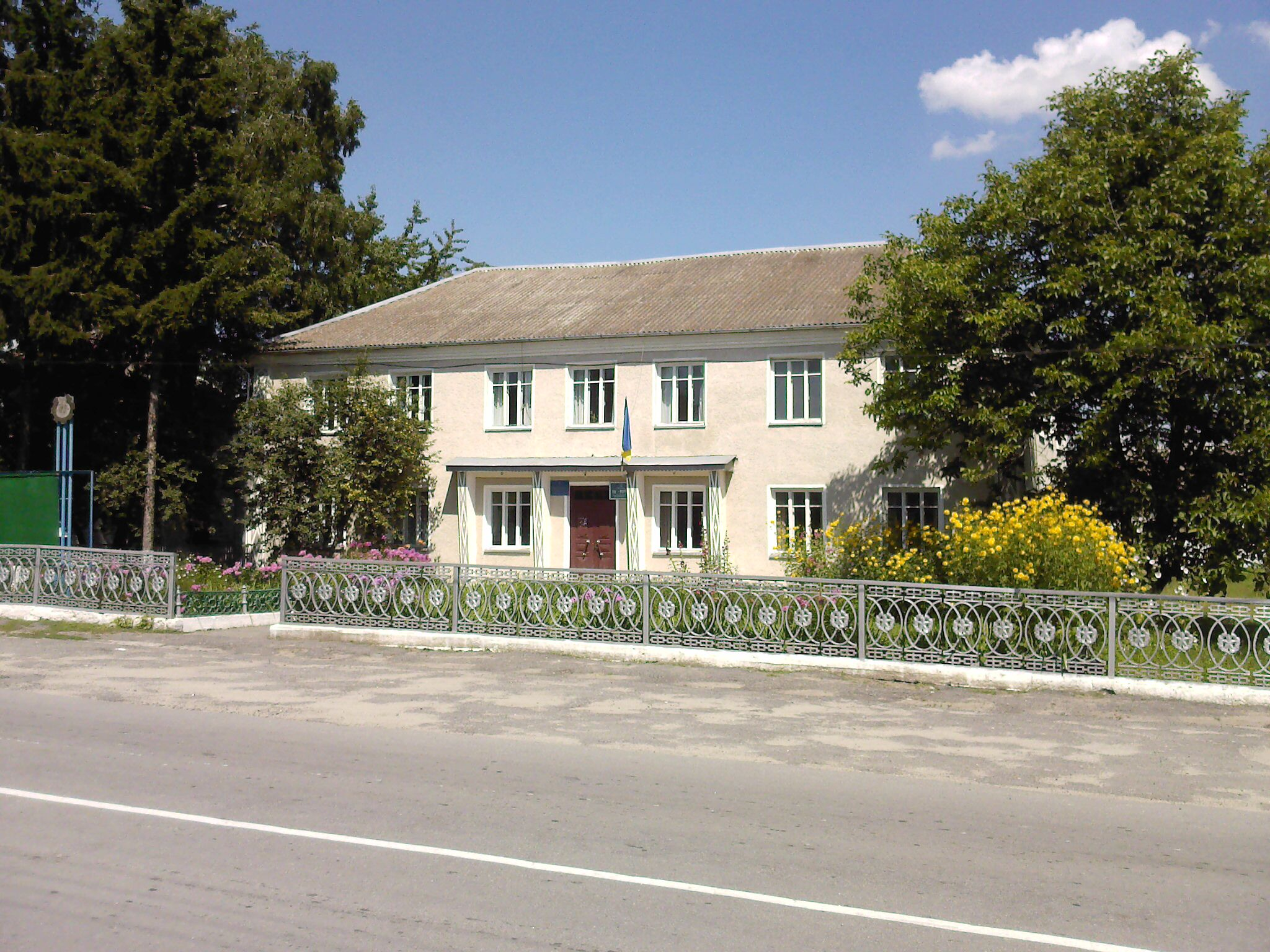
Gebäude des Rates der Siedlungsratsgemeinde

Basalija liegt am Oberlauf des Slutsch im Rajon Chmelnyzkyj an der Regionalstraße P–48. Die Siedlung befindet sich 18 km südlich vom ehemaligen Rajonzentrum Teofipol und 63 km nordwestlich der Oblasthauptstadt Chmelnyzkyj.
Die 1574 erstmals urkundlich erwähnte Ortschaft ist nach ihrem Gründer Konstantin Basilius von Ostrog benannt und erhielt am 25. März 1577 das Stadtrecht. Zwischen 1923 und 1931 sowie zwischen 1935 und 1959 war die Ortschaft das administrative Zentrum des Rajon Basalija. Seit 1957 besitzt die Ortschaft den Status einer Siedlung städtischen Typs.
Am 12. Juni 2020 wurde das Dorf ein Teil der neugegründeten Siedlungsgemeinde Teofipol, bis dahin bildet sie die gleichnamige Siedlungsratsgemeinde Basalija (Базалійська селищна рада/Basalijska selyschtschna rada) im Zentrum des Rajons Teofipol.
Am 17. Juli 2020 kam es im Zuge einer großen Rajonsreform zum Anschluss des Rajonsgebietes an den Rajon Chmelnyzkyj.